# Okanishi Kosuke
Kosuke Okanishi (岡西 宏祐 (Cương-Tây Hoành-Hữu) Okanishi Kosuke, sinh ngày 17 tháng 7 năm 1990 ở Yao, Osaka) là một cầu thủ bóng đá người Nhật Bản thi đấu cho Ventforet Kofu.

## Thống kê câu lạc bộ
Cập nhật đến ngày 23 tháng 2 năm 2016.
| Thành tích câu lạc bộ | Thành tích câu lạc bộ | Thành tích câu lạc bộ | Giải vô địch | Giải vô địch | Cúp                   | Cúp                   | Cúp Liên đoàn         | Cúp Liên đoàn         | Tổng cộng | Tổng cộng |
| Mùa giải              | Câu lạc bộ            | Giải vô địch          | Số trận      | Bàn thắng    | Số trận               | Bàn thắng             | Số trận               | Bàn thắng             | Số trận   | Bàn thắng |
| Nhật Bản              | Nhật Bản              | Nhật Bản              | Giải vô địch | Giải vô địch | Cúp Hoàng đế Nhật Bản | Cúp Hoàng đế Nhật Bản | Cúp Hoàng đế Nhật Bản | Cúp Hoàng đế Nhật Bản | Tổng cộng | Tổng cộng |
| --------------------- | --------------------- | --------------------- | ------------ | ------------ | --------------------- | --------------------- | --------------------- | --------------------- | --------- | --------- |
| 2013                  | Ventforet Kofu        | J1 League             | 0            | 0            | –                     | –                     | 0                     | 0                     | 0         | 0         |
| 2014                  | Ventforet Kofu        | J1 League             | 0            | 0            | 0                     | 0                     | 0                     | 0                     | 0         | 0         |
| 2015                  | Ventforet Kofu        | J1 League             | 0            | 0            | 1                     | 0                     | 1                     | 0                     | 2         | 0         |
| Tổng cộng sự nghiệp   | Tổng cộng sự nghiệp   | Tổng cộng sự nghiệp   | 0            | 0            | 1                     | 0                     | 1                     | 0                     | 2         | 0         |